# Весёлые Улыбки
„Весёлые Улыбки“ („Щастливи усмивки“) е третият и последен руски студиен албум на руския дует Тату издаден през октомври 2008.

## Списък с песните
1. „Intro“ – 3:09
2. „Белый плащик“ – 3:15
3. „You and I“ – 3:16
4. „Снегопады“ – 3:15
5. „220“ – 3:08
6. „Марсианские глаза“ – 3:10
7. „Человечки“ – 3:27
8. „Весёлые улыбки“ – 2:05
9. „Running Blind“ – 3:40
10. „Fly on the Wall“ – 3:59
11. „Время луны“ – 3:23
12. „Не жалей“ – 3:06